# Sigrid Totschnig
Sigrid Totschnig (Radstadt, 9 giugno 1960) è un'ex sciatrice alpina austriaca.

## Biografia
Slalomista pura sorella di Andrea e Brigitte, a loro volta sciatrici alpine, Sigrid Totschnig in Coppa Europa esordì nella stagione 1975-1976; nella successiva stagione 1976-1977 ottenne a Piancavallo la prima vittoria, nonché primo podio, e fu 2ª nella classifica generale e 3ª in quella di specialità. In Coppa del Mondo ottenne il primo piazzamento il 22 gennaio 1978 a Maribor (10ª) e il miglior risultato il 25 gennaio successivo a Berchtesgaden (9ª); ai Mondiali di Garmisch-Partenkirchen 1978 si classificò 12ª. In Coppa Europa nella stagione 1979-1980 colse la sua seconda e ultima vittoria, a Les Gets, e l'11 marzo dello stesso anno ottenne a Saalbach l'ultimo piazzamento in Coppa del Mondo (11ª), suo ultimo risultato agonistico. Non prese parte a rassegne olimpiche.

## Palmarès

### Coppa del Mondo
- Miglior piazzamento in classifica generale: 30ª nel 1978

### Coppa Europa
- Miglior piazzamento in classifica generale: 2ª nel 1977[1]
- 2 vittorie[senza fonte]

#### Coppa Europa - vittorie
| Stagione | Località    | Paese   | Specialità |
| -------- | ----------- | ------- | ---------- |
| 1977     | Piancavallo | Italia  | SL         |
| 1980     | Les Gets    | Francia | SL         |

Legenda:

SL = slalom speciale